# Chi Thằn lằn
Lacerta là một chi đặc trưng của thằn lằn trong họ Lacertidae. Chi này có 40 loài. Cá thể cổ nhất trong chi này được tìm thấy ở dạng hóa thạch vào Miocene sớm, không thể phân biệt về mặt giải phẫu học với loài thằn lằn xanh hiện đại là Lacerta viridis.

## Các loài
Một vài loài chọn lọc:
- Lacerta agilis Linnaeus, 1758
- Lacerta bilineata Daudin, 1802
- Lacerta media Lantz & Cyrén, 1920
- Lacerta mostoufii Baloutch, 1976
- Lacerta pamphylica Schmidtler, 1975
- Lacerta schreiberi Bedriaga, 1878
- Lacerta strigata Eichwald, 1831
- Lacerta trilineata Bedriaga, 1886
- Lacerta viridis (Laurenti, 1768)

## Hình ảnh

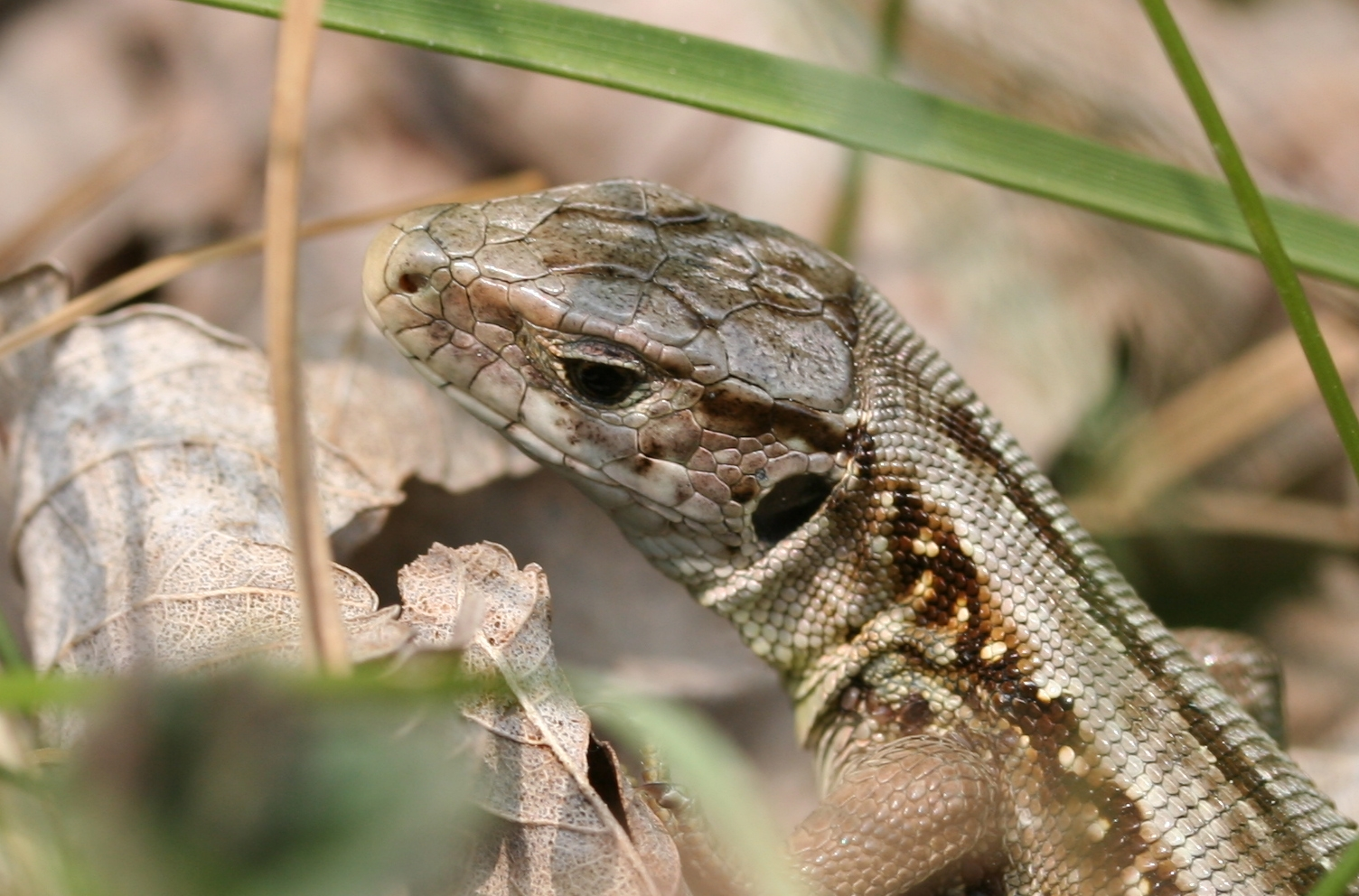
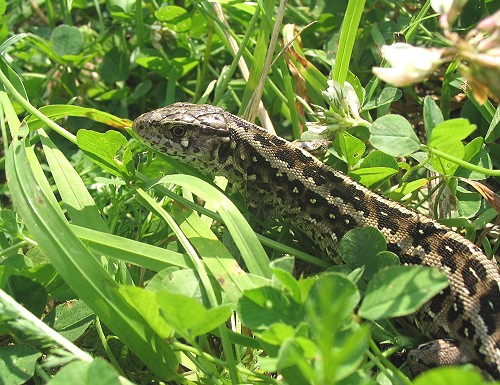
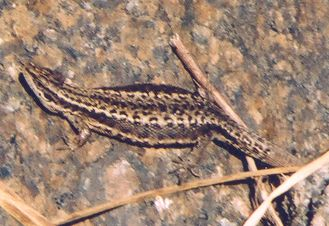
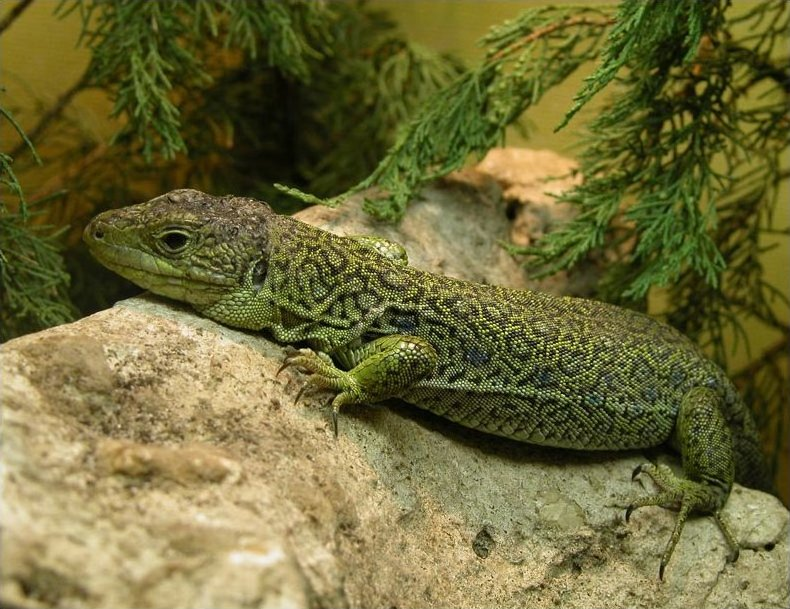
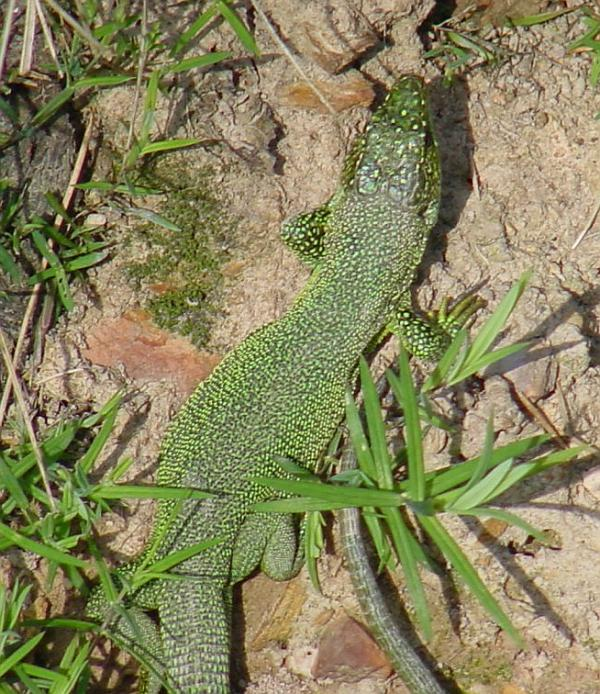
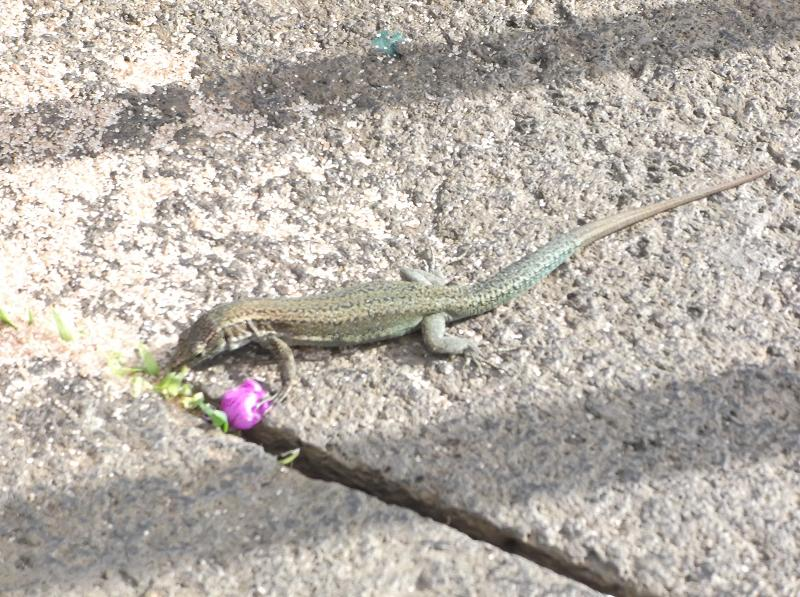
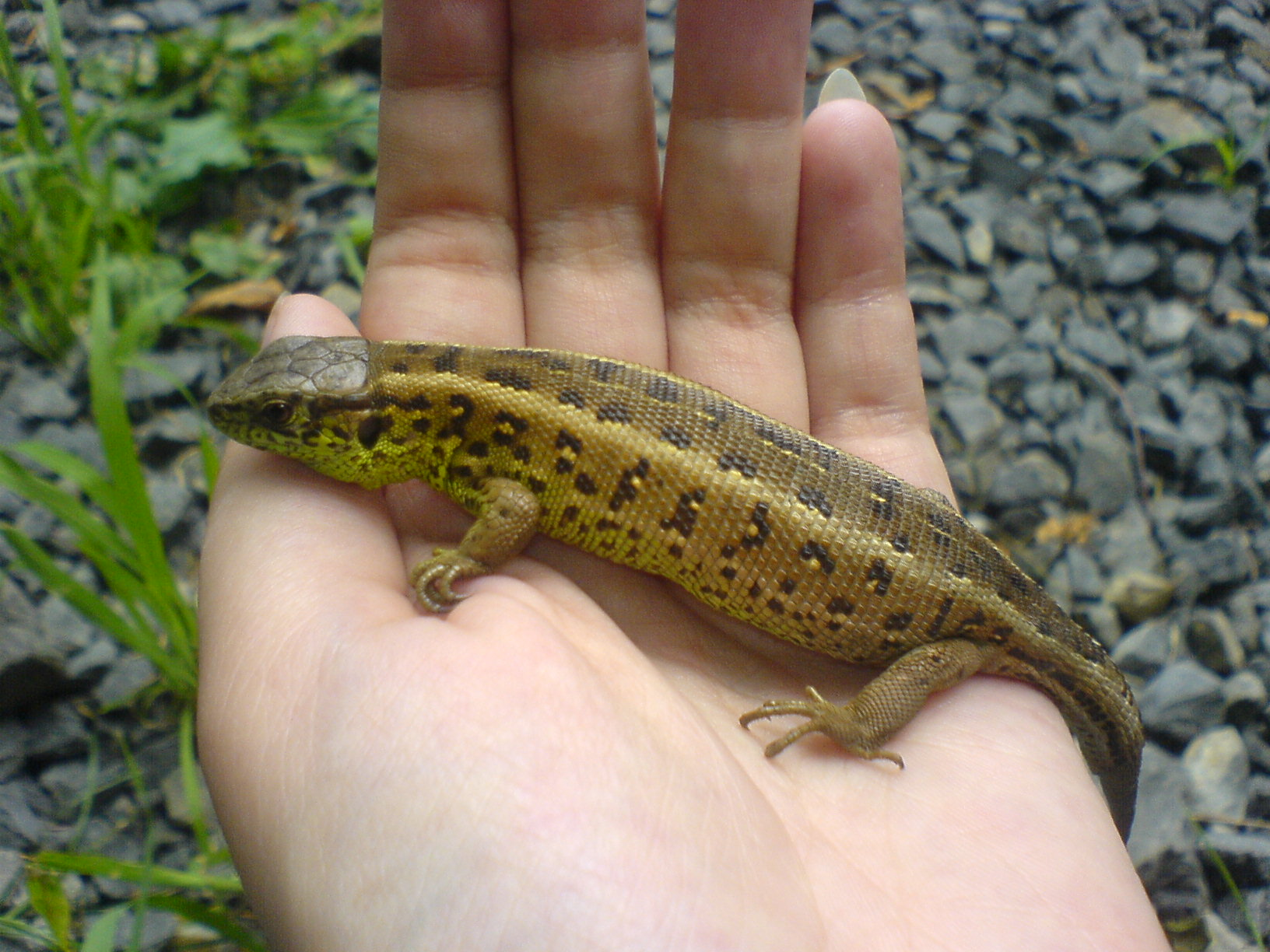
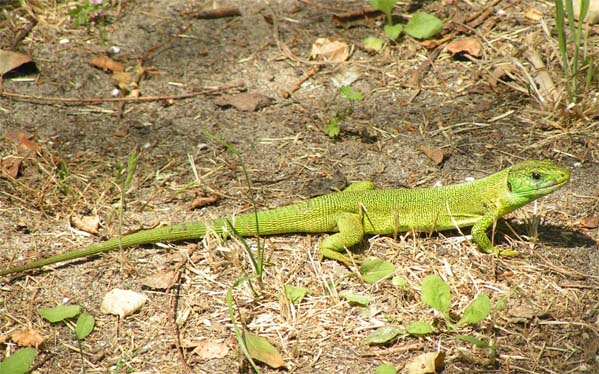